# Carpathonesticus cibiniensis
Carpathonesticus cibiniensis là một loài nhện trong họ Nesticidae.
Loài này thuộc chi Carpathonesticus. Carpathonesticus cibiniensis được miêu tả năm 1981 bởi Weiss.